# 港区立三光小学校
港区立三光小学校（みなとくりつ さんこうしょうがっこう）は、かつて東京都港区白金三丁目に存在した公立小学校。
港区内で2校目となる小中一貫教育校として「白金の丘学園 白金の丘小学校・白金の丘中学校」が開校するにあたり、神応小学校、朝日中学校とともに2015年（平成27年）3月31日付で閉校した。

## 沿革
- 1909年（明治42年）
  - 4月1日 - 創立。
  - 4月29日 - 校章制定。
  - 10月25日 - 開校式、10月25日を開校記念日と制定。
- 1932年（昭和7年） - 校旗制定。
- 1954年（昭和29年） - 校歌制定。
- 1962年（昭和37年） - プール完成。
- 1965年（昭和40年）4月1日 - 三光幼稚園開園。
- 1974年（昭和49年） - 三光幼稚園分離、移転。
- 1990年（平成2年） - 新校舎完成。
- 2009年（平成21年） - 開校100周年。
- 2015年（平成27年）3月31日 - 閉校。

## 交通
- 都営バス　田87系統　渋谷駅〜田町駅　三光坂下下車　徒歩2分

## 閉校後の活用
令和5年4月以降は学校・幼稚園で改修・改築などが必要となった際の仮校（園）舎として暫定活用予定

## 著名な関係者
出身者
- 鈴木渉（ベーシスト）

教職員
- 小田島樹人（作曲家） - 元音楽教師